# 賈受君
賈 受君（か じゅくん/こ ずのきみ、生没年不詳）は、奈良時代の官人。氏姓は賈（無姓）のち神前連。位階は正六位上。

## 出自・経歴
賈氏は百済系渡来氏族。
養老5年（721年）の元正天皇の詔により、解工（工匠土木の技術）に優れる者として、胸形赤麻呂らとともに絁10疋・絹糸10絇・麻布20端・鍬20口を賜与されている（この時の位階は正六位下）。この時に選ばれた人物は、『藤氏家伝』下に神亀年間（724年 - 729年）の学芸の士として列挙されたものが多く、皇太子首皇子（のちの聖武天皇）の教育に資するため、文芸学術に優れたものを選出したものと見られる。
神亀元年（724年）多くの渡来系氏族に対して日本風の氏姓が与えられた際、賈（無姓）から神前連に改姓している。その後時期は不明ながら、位階は正六位上に至る。

## 官歴
注記のないものは『続日本紀』による。
- 時期不詳：正六位下
- 養老5年（721年） 正月27日：賜絁10疋・絹糸10絇・麻布20端・鍬20口
- 神亀元年（724年） 5月13日：賈（無姓）から神前連に改姓
- 時期不詳：正六位上[2]